# Ranunculus borealis
Ranunculus borealis Trautv. – gatunek rośliny z rodziny jaskrowatych (Ranunculaceae Juss.). Występuje naturalnie w północnej części Wielkiej Brytanii, w Islandii, na Wyspach Owczych, Półwyspie Skandynawskim, w Rosji, Kazachstanie oraz Chinach (w regionie autonomicznym Sinciang). 

## Morfologia
PokrójBylina i geofit ryzomowy. Dorasta do 60 cm wysokości.
LiścieSą trójdzielne. Mają nerkowato pięciokątny kształt. Mierzą 3 cm długości oraz 5 cm szerokości. Nasada liścia ma sercowaty kształt. Ogonek liściowy jest mniej lub bardziej owłosiony i ma 15–20 cm długości.
KwiatySą zebrane w pary. Mają żółtą barwę. Dorastają do 20 mm średnicy. Mają 5 podłużnych działek kielicha, które dorastają do 6 mm długości. Mają 5 owalnych płatków o długości 10 mm.
OwoceNagie niełupki o owalnym kształcie i długości 2 mm. Tworzą owoc zbiorowy – wieloniełupkę o jajowatym kształcie i dorastającą do 6 mm długości.

## Biologia i ekologia
Rośnie na łąkach. Występuje na wysokości do 1600 m n.p.m. Kwitnie w czerwcu.